# Assedio di Jadotville
L'assedio di Jadotville (anche battaglia di Jadotville) fu un conflitto armato avvenuto presso la città congolese di Jadotville, (attuale Likasi), nel settembre del 1961, fra la Compagnia A del 35º Battaglione dell'Esercito irlandese, operante sotto il controllo dell'ONUC, e reparti secessionisti katanghesi supportati da mercenari francesi e belgi. Lo scontro ebbe inizio il 13 settembre e, dopo cinque giorni di combattimenti, le truppe irlandesi, rimaste senza munizioni ed a corto di viveri ed acqua, si arresero agli assalitori la sera del 17 settembre. Gli irlandesi rimasero circa un mese prigionieri dell'Esercito katanghese e vennero rilasciati il 25 ottobre.

## Il contesto storico

### La situazione in Congo

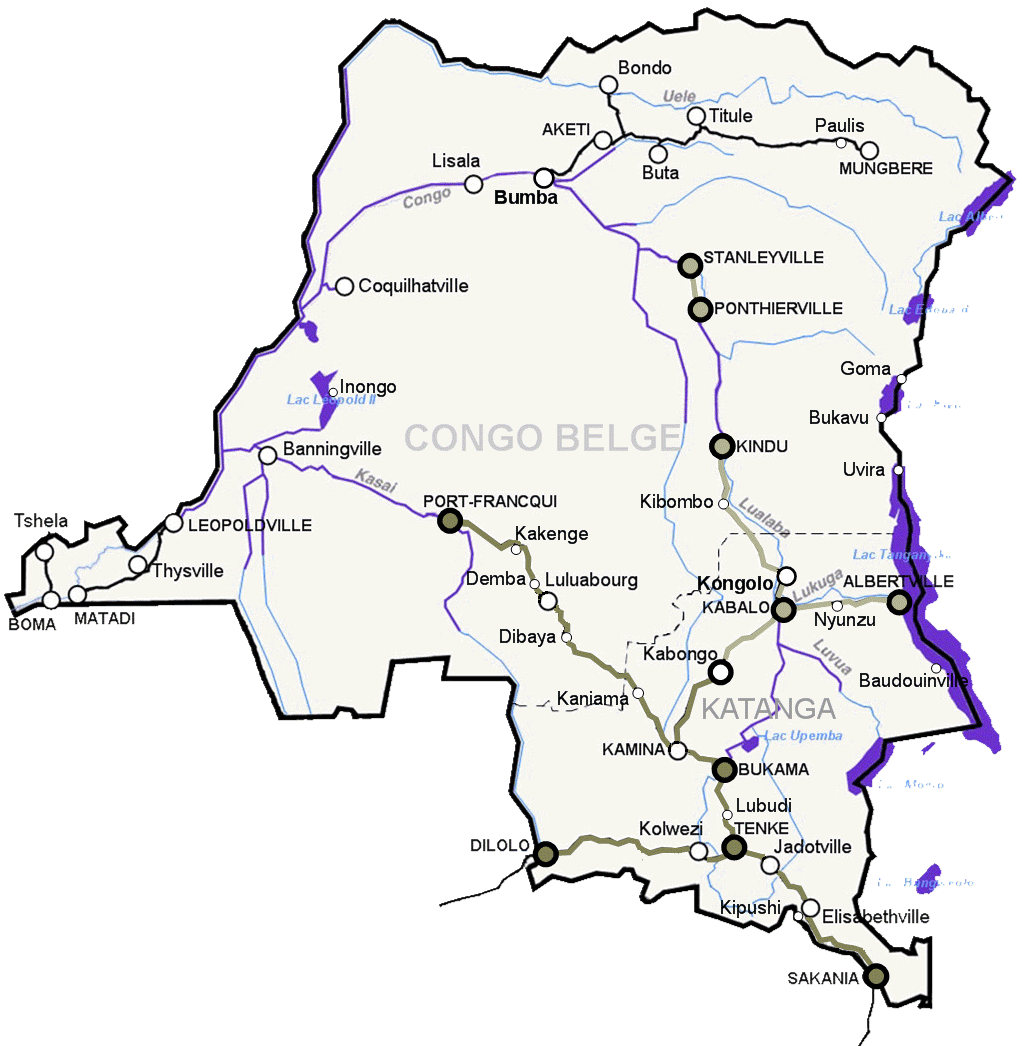
Il Congo belga

Il 30 giugno del 1960 la colonia del Congo belga ottenne l'indipendenza dal Belgio divenendo la Repubblica Democratica del Congo. Negli anni successivi, il Paese fu teatro di una serie di disordini alimentati dalle spinte indipendentiste di varie fazioni politiche ed etniche, noti come crisi del Congo, il cui apice fu rappresentato dalla secessione del Katanga proclamata subito dopo l'indipendenza, nel luglio 1960, dal leader katanghese Moise Ciombe. La secessione trovò il supporto di alcune potenze europee, che vi vedevano l'occasione per evitare che le miniere katanghesi di uranio e rame cadessero sotto il controllo dell'Unione Sovietica, precedentemente intervenuta a favore del leader del Movimento Nazionale Congolese (MNC) Patrice Lumumba, eletto primo ministro del Congo nel giugno del 1960. Un ruolo nella vicenda lo ebbe anche la multinazionale Union Minière du Haut Katanga, che temeva di perdere i suoi diritti di estrazione mineraria nella regione. Pertanto, a partire dall'inizio del 1961 il Katanga venne equipaggiato con uomini, rifornimenti e aerei da Francia, Belgio, Sudafrica e Rhodesia del Sud. Inoltre Ciombe, grazie ai finanziamenti ottenuti direttamente dalla Union Minière, 1,25 miliardi di Franchi belgi, poté garantirsi l'assunzione di alcune centinaia di mercenari europei.
Il 21 febbraio del 1961, dopo l'indignazione suscitata in tutto il mondo dall'uccisione di Lumumba da parte dei katanghesi, le Nazioni Unite approvarono la Risoluzione 161 con la quale si chiedeva alle forze ONU di agire con tutte le misure necessarie, compreso l'uso della forza, per arrestare il dilagare della guerra civile congolese e per espellere dal paese tutto il personale militare, paramilitare e mercenario straniero. La risoluzione non modificò la situazione e l'azione di Ciombe proseguì. Fra marzo ed aprile del 1961, le truppe dell'Esercito katanghese, supportate da mercenari europei, si scontrarono in varie occasioni nell'area del Nord-Katanga (Manono e Kabalo) con i soldati dell'ONUC. Questi eventi convinsero i responsabili ONUC che il loro contingente era insufficiente per gestire efficacemente la situazione ed esso venne quindi rinforzato, raggiungendo a luglio 1961 oltre 19 800 uomini.

### Le operazioni Rumpunch e Morthor
Nel giugno del 1961, giunse in Congo il nuovo rappresentante delle Nazioni Unite, il diplomatico irlandese Conor O'Brien. Il 29 agosto, in risposta ad una esplicita richiesta del presidente Joseph Kasa-Vubu, l'ONUC lanciò l'operazione Rumpunch. Le truppe delle Nazioni Unite, al tempo al comando del generale irlandese Sean MacEoin, occuparono senza spargimento di sangue le aree chiave del Katanga, arrestando circa 500 ufficiali fra belgi e altri mercenari operanti nelle forze armate katanghesi. Qualche giorno dopo gli ufficiali vennero rilasciati a patto che lasciassero il territorio del Congo. Questi accettarono, ma un certo numero di essi rientrarono in Katanga passando per la Rhodesia.
Nei giorni successivi all'operazione Rumpunch vi fu una intensa attività diplomatica, portata avanti principalmente da O'Brien allo scopo di convincere Ciombe a licenziare i mercenari operanti nella gendarmeria katanghese e ad avviare dei negoziati a Leopoldville con il governo centrale. Al rifiuto di Ciombe dell'ultimatum e avendo notizie che le truppe katanghesi preparavano attacchi alle posizioni e al personale dell'ONUC, il 12 settembre venne deciso di dare il via ad un'offensiva militare per il giorno seguente.
Mercoledì 13 settembre 1961, le forze dell'ONU in Katanga lanciarono l'operazione Morthor, contro i mercenari al servizio dei katanghesi. La missione era molto simile all'operazione Rumpunch e l'obiettivo era di prendere il controllo dei mezzi di comunicazione, come stazioni radio e uffici postali, oltre ad arrestare i rimanenti mercenari. Tuttavia, diversamente dalla precedente operazione, l'operazione Morthor riuscì solo nel mettere agli arresti uno dei ministri del Governo katanghese e portò a scontri armati che richiesero un negoziato tra il rappresentante delle Nazioni Unite O'Brien e il primo ministro Ciombe per raggiungere un cessate il fuoco. Dopo l'interruzione di questi scontri, le truppe ONU fallirono nell'intento di arrestare Ciombe, il quale riuscì a fuggire con un volo per la Rhodesia. In seguito alla sua fuga e a causa del livello di spargimento di sangue raggiunto, il segretario generale delle Nazioni Unite ordinò di interrompere l'operazione Morthor.

### Il dispiegamento a Jadotville
Durante le trattative per il cessate il fuoco, un contingente di soldati irlandesi, la Compagnia A, composta da 155 uomini del 35º Battaglione di Fanteria, venne dislocato presso la città mineraria di Jadotville, oggi Likasi, a circa 120 km a nord-ovest di Elisabethville, dove il 35º Battaglione stesso era stanziato dal 25 giugno. La compagnia era formata da volontari provenienti dalle guarnigioni di Athlone, Mullingar, Galway e Finner Camp, nella Contea di Donegal, ed era comandata dal maggiore Pat Quinlan.
Le ragioni dell'invio della Compagnia A a Jadotville non sono del tutto chiare e non esiste un ordine scritto riguardo al suo dispiegamento lì. All'origine, ci potrebbe essere stata una pressante richiesta del governo belga, per assicurare la protezione alla popolazione di origine europea della città durante possibili insurrezioni dei katanghesi. Come emergerà chiaramente in seguito, i belgi che risiedevano nella regione non volevano truppe delle Nazioni Unite, né temevano per la propria vita, anzi, avevano osteggiato l'intero operato delle Nazioni Unite stesse. È stata anche avanzata l'ipotesi che la richiesta di protezione sia stata uno stratagemma per attirare l'unità in una posizione esposta. La decisione del comando ONUC di dislocare a Jadotville la Compagnia A avvenne poco dopo che due compagnie – la Compagnia B, sempre del 35º Battaglione, e una compagnia svedese, entrambe meglio equipaggiate e con armamento più pesanto – erano state richiamate in città il giorno prima del loro arrivo.

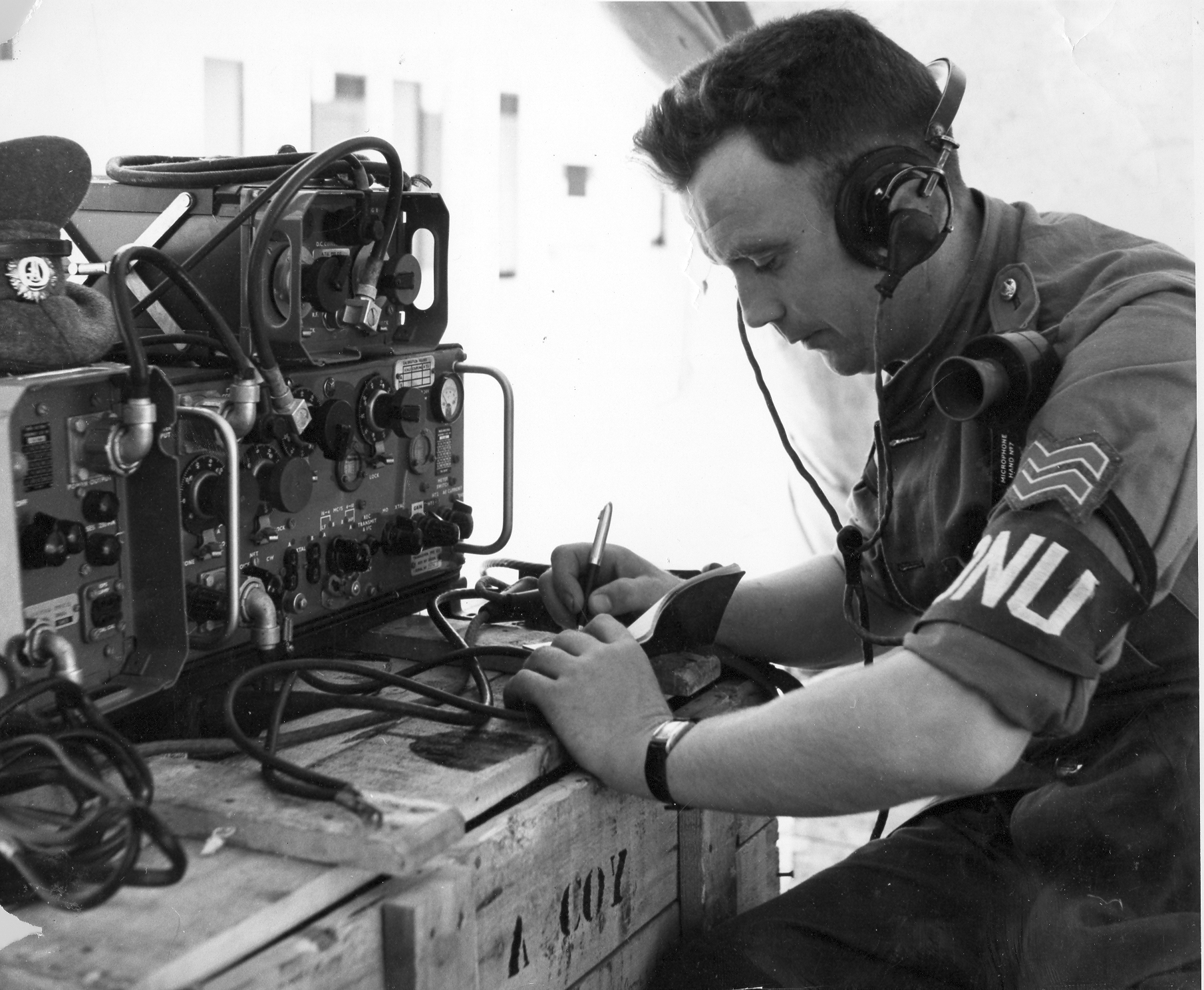
Radio operatore della Compagnia A fotografato un mese prima dell'assedio

La Compagnia A arrivò a Jadotville il 3 settembre 1961 e prese posizione nell'avamposto ONU situato alla periferia della città, lungo la strada che conduce a Elisabethville. Il comandante Quinlan si rese subito conto che la posizione era troppo aperta e quindi difficile da difendere. Pertanto ordinò ai suoi uomini di scavare delle trincee tutto intorno all'avamposto. Nei giorni successivi, Quinlan ebbe modo di verificare l'ostilità della popolazione belga di Jadotville e di raccogliere una serie di segnali che facevano presagire un attacco imminente da parte dei katanghesi e dei numerosi mercenari loro alleati presenti nell'area. Il 9 settembre inviò il capitano William Donnelly al quartier generale di Elisabethville per esporre la situazione e chiedere rinforzi. Tuttavia, non ottenne i risultati sperati e Donnelly venne rassicurato che la situazione fosse sotto controllo e rinviato a Jadotville con un plotone di scorta. Sulla strada del ritorno, Donnelly scoprì che le milizie katanghesi avevano istituito un posto di blocco sul fiume Lufira e, più in generale, lungo tutte le strade che conducevano alla posizione della Compagnia A. Sebbene a lui fu consentito di raggiungere la propria compagnia, al plotone fu invece imposto di tornare indietro. La Compagnia A risultava quindi completamente circondata ed isolata.

## La battaglia
1º giorno - 13 settembre
Mercoledì 13 settembre, alle ore 07:40, poche ore dopo il lancio dell'operazione Morthor, mentre la maggior parte dei soldati irlandesi partecipava alla messa, venti soldati katanghesi aprirono il fuoco contro la postazione irlandese. Gli irlandesi risposero al fuoco avvisati da una sentinella, che dovette sparare un colpo d'avvertimento per farsi sentire dai compagni.
Le forze della gendarmeria katanghese paramilitari, composte da unità combinate di mercenari stranieri, belgi congolesi e membri delle tribù locali, avevano una forza tra i 3 000 e i 5 000 uomini. Per la maggiore, erano katanghesi e belgi congolesi, supportati dai mercenari provenienti da Francia, Belgio e dalla Rhodesia, armati con diverse tipologie di armi. Queste forze ebbero un limitato supporto aereo da una variante per l'addestramento di un Fouga Magister per l'attacco al suolo, armato con due bombe e mitragliatrici con cui attaccò rapidamente le posizioni dei soldati ONU. I soldati irlandesi erano armati invece con l'equipaggiamento standard, oltre a mitragliatrici Vickers, mortai M2 e due autoblindi Ford Mk IV di fabbricazione irlandese, agli ordini del tenente Knightly, i quali a loro volta erano armati con ciascuno con una mitragliatrici Vickers.
Dopo una decina di minuti dall'inizio dei combattimenti, i katanghesi si ritirarono, lasciando sul campo pesanti perdite. Per qualche ora non vi furono combattimenti e gli irlandesi ne approfittarono per consolidare le loro posizioni. Alle ore 11:30, i katanghesi ripresero l'attacco ad ondate di circa 600 uomini, preceduti dal bombardamento di mortai da 81 mm e un cannone francese da 75 mm. Gli irlandesi risposero al fuoco distruggendo le postazioni dei mortai e respingendo i numerosi attacchi. A metà giornata i katanghesi presero possesso di una casa posta a circa trecento metri dalle postazioni irlandesi e da qui presero a bombardare nuovamente con i mortai, ma gli irlandesi riuscirono a distruggere anche questa postazione. In serata fu stabilito da entrambe le parti un cessate il fuoco per consentire ai katanghesi di intervenire con ambulanze e recuperare i propri morti e feriti. Appena recuperati i corpi, ripresero proditoriamente a sparare contro gli irlandesi. Quando gli scontri cessarono, il comandante irlandese chiamò al telefono il Burgomaster, cioè la massima autorità della comunità che erano stati chiamati a difendere, chiedendogli di adoperarsi per porre fine ai combattimenti. Il borgomastro rispose che gli irlandesi si dovevano arrendere o, in caso contrario, sarebbero stati attaccati e uccisi.
Nella stessa giornata, i 500 soldati ONU irlandesi e svedesi, di base a Kamina, e un'unità di Gurkha indiani – probabilmente il 3º Battaglione del 1º Reggimento Fucilieri Gurkha – tentarono diverse volte di raggiungere i soldati irlandesi assediati. Le forze di supporto ai katanghesi, mercenari molti dei quali erano veterani della guerra d'Algeria volute dal presidente Ciombe stesso, riuscirono però a bloccare ogni loro sforzo.
Nel tentativo di raggiungere gli assediati della Compagnia A, la colonna di supporto, denominata "Forza Kane" dal nome del suo comandante, il maggiore John Kane, fu ostacolata da una serie di scontri sul ponte sopra il fiume Lufira, lungo l'autostrada tra Jadotville ed Elisabethville. Le forze katanghesi si trincerarono presso il ponte e con fuoco pesante e sostenuto, sia di terra che dal cielo, bloccarono la colonna, uccidendo tre soldati indiani, ferendo diversi irlandesi e, infine, obbligando le forze ONU a ripiegare. In aggiunta, mentre si opponevano ai rinforzi ONU, le forze katanghesi posizionarono degli esplosivi sul ponte, per impedire ulteriori tentativi di attraversarlo.
2º giorno - 14 settembre

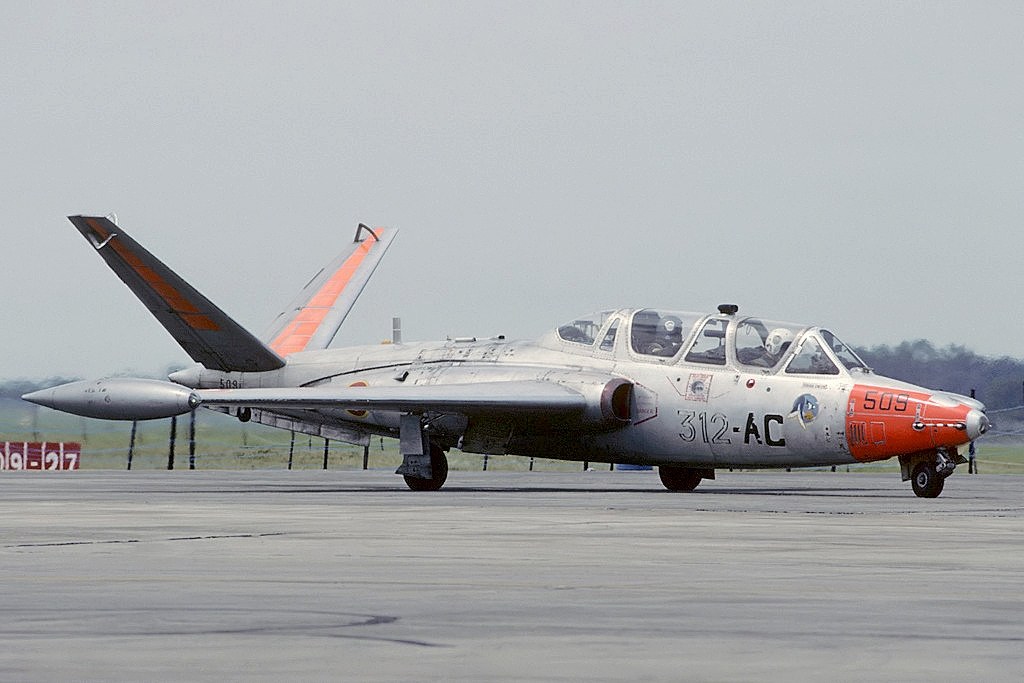
Fouga Magister simile a quello utilizzato dall'aviazione katanghese

Il 14 settembre alle ore 13:00, gli irlandesi furono attaccati dal Fouga Magister dell'Aviazione katanghese, che si ripresentò alle 15:00 ed alle 17:00 bombardando e rendendo inutilizzabili i veicoli a disposizione della compagnia e ferendo due soldati. Dopo il primo attacco gli irlandesi presero di mira il jet con le mitragliatrici in dotazione, costringendolo ad attaccare da una quota più elevata e quindi con minore precisione. Nel pomeriggio gli irlandesi catturarono due mercenari e questi, interrogati, dichiararono di venire dalla residenza di Ciombe, dove avevano sentito dire che una compagnia irlandese era stata appena presa in ostaggio dai katanghesi. Anche questo episodio dava credito alla teoria che le truppe delle Nazioni Unite fossero state attirate in una trappola con un piano programmato. Durante il giorno vi furono anche altri attacchi da terra che portarono al ferimento di altri due soldati irlandesi, sebbene tutti gli attacchi vennero respinti.
3º giorno - 15 settembre
Il maggiore Quinlan venne informato via radio che il ponte sul fiume Lufira era stato conquistato dai katanghesi e che erano stati notati numerosi convogli transitare sul ponte. In questo giorno non vi furono attacchi da terra, ma la situazione igienico-sanitaria cominciò a farsi pesante. Gli uomini nelle trincee poterono mangiare qualcosa solo in tarda serata e durante il giorno poterono solo bere acqua, che peraltro cominciava ad imputridirsi, con grave pericolo per la salute.
4º giorno - 16 settembre
Il 16 settembre, fu compiuto un secondo tentativo di raggiungere gli irlandesi, ma anche questa volta le forze ONU furono bloccate e tre indiani morirono negli scontri armati mentre altri otto rimasero feriti. Quella stessa mattina giunse un elicottero ONU con rifornimenti d'acqua, tuttavia, i recipienti utilizzati per trasportarla erano stati in precedenza impiegati per contenere gasolio e l'acqua risultò quindi inutilizzabile. Mentre l'elicottero stava per ripartire, sopraggiunse l'aviogetto Fouga per intercettarlo. Grazie al fuoco dei soldati irlandesi, l'elicottero non fu colpito ma, approfittando della situazione, gli assedianti poterono avvicinarsi notevolmente alle posizioni irlandesi. Dopo la partenza dell'elicottero, gli irlandesi tornarono a fronteggiare i katanghesi con un intenso fuoco di sbarramento, provocando molti morti e feriti tra di essi, riducendone le forze a circa 2 000 uomini. La battaglia si protrasse per circa quattro ore. Alle 14:00 il borgomastro chiamò Quinlan per chiedere un cessate il fuoco per poter inviare delle ambulanze, ma Quinlan rifiutò perché temeva che la richiesta potesse nascondere un'imboscata. Un'ora dopo, la richiesta venne riformulata in termini diversi e pertanto si concordò per le 16:00 un incontro nella terra di nessuno per discuterne in dettaglio. Quinlan intendeva in tal modo guadagnare tempo, nella speranza che fossero raggiunti da rinforzi, non sapendo che la colonna di rinforzi di Kane era stata nuovamente fermata. I termini della tregua furono quindi formalizzati e Quinlan informò i suoi superiori della cosa. Quella notte pertanto trascorse relativamente tranquilla. I katanghesi ripiegarono e gli irlandesi poterono ricevere rifornimenti d'acqua.
5º giorno - 17 settembre
La mattina di domenica 17 settembre gli irlandesi notarono un notevole rafforzamento delle truppe nemiche che li circondavano, valutate in 2-3 000 uomini, nonostante il giorno prima avessero concordato che i katanghesi si sarebbero ritirati e la fornitura di acqua sarebbe stata ripristinata. Durante la mattinata un ufficiale katanghese inviato a parlamentare informò Quinlan che, se avesse voluto che fosse ripristinata l'acqua, avrebbe dovuto ordinare ai suoi uomini di depositare tutte le armi in un edificio e raggrupparsi poi in un edificio diverso. Quinlan rifiutò di ottemperare alla richiesta, ma continuò a negoziare, sempre nella speranza che arrivassero i rinforzi. Quinlan, quindi, riferì al comando della situazione, ricevendo in risposta il suggerimento di provare ad intimidire i katanghesi avvisandoli che, se non avessero interrotto l'assedio, le Nazioni Unite avrebbe fatto intervenire forze aeree. In realtà al comando sapevano perfettamente di non avere alcun aereo da combattimento a disposizione. Con il passare delle ore la situazione si andava facendo sempre più pesante: gli irlandesi infatti erano a corto di cibo e la poca acqua rimasta era diventata imbevibile. Contattato il comando di battaglione per avere aggiornamenti sull'arrivo dei rinforzi, Quinlan venne a sapere che questi erano stati costretti a tornare alla base. Indisse quindi un incontro con i suoi uomini più anziani e insieme concordarono che non avrebbero potuto contare sui rinforzi per almeno altri due-tre giorni; senza acqua, tuttavia, non avrebbero potuto resistere anche se non avessero avuto da combattere. Se attaccati, considerato l'ormai gran numero di nemici, sarebbero stati massacrati. Decisero quindi che continuare il combattimento in quelle condizioni sarebbe stato inutile e che se veniva loro chiesta la resa, ed avessero ottenuto sufficienti garanzie di rispetto degli accordi presi, avrebbero accettato, altrimenti avrebbero combattuto fino alla fine. Alle 17:00 Quinlan ed i suoi ufficiali parteciparono ad un incontro con le loro controparti katanghesi. Questi resero omaggio agli irlandesi per aver fatto il loro dovere di soldati e poi chiesero la loro la resa. Quinlan inizialmente rifiutò ma i katanghesi dissero che non c'era alternativa, che la loro sicurezza sarebbe stata garantita e che i soldati irlandesi potevano mantenere le armi, ma depositarle in albergo. Il comandante irlandese decise che in questa fase non avevano altra scelta che accettare le condizioni offerte e che ogni ulteriore azione avrebbe comportato la distruzione completa della sua compagnia.

## L'epilogo
Dopo la resa, i soldati irlandesi, che in tutto avevano subito cinque feriti, furono trattenuti per circa tre settimane nell'Hotel d'Eli Europe a Jadotville sotto il controllo dei paracadutisti. Da lì assistettero al recupero da parte dei katanghesi dei loro morti, stimati non oltre i 300, mentre i feriti furono 300-1 000 uomini. Gli irlandesi furono anche minacciati di terribili atrocità e di essere mangiati, ma sostanzialmente vennero trattati bene. Il 23 settembre giunsero altri prigionieri catturati ad Elizabethville che rimasero sorpresi nel trovarli vivi, in quanto si erano diffuse voci che la gran parte di loro fosse stata uccisa. L'11 ottobre vennero portati a Kolwezi, dove furono presi in carico dalla gendarmeria katanghese. In questa occasione vi furono anche percosse e minacce di morte. Il 16 ottobre furono informati che sarebbero stati rilasciati a Elizabethville in uno scambio di prigionieri. Il giorno stesso furono caricati su camion e portati a Jadotville, quindi il giorno successivo ad Elizabethville dove furono invitati da Mahmoud Khiary, responsabile delle Operazioni Civili delle Nazioni Unite in Congo, e da alcuni giornalisti irlandesi; quel giorno, tuttavia, lo scambio non avvenne e furono riportati a Kolwezi. Finalmente il 25 ottobre, dopo quasi cinque settimane di prigionia, furono tutti nuovamente condotti a Elizabethville e qui rilasciati. Alcune settimane dopo, la compagnia tornò in servizio attivo, con il supporto di un'unità ONU proveniente dalla Svezia. Rientrarono, infine, in patria nel dicembre del 1961 con tutto il loro battaglione, quando questo fu sostituito dal 36º Battaglione in un avvicendamento.

## Analisi storica

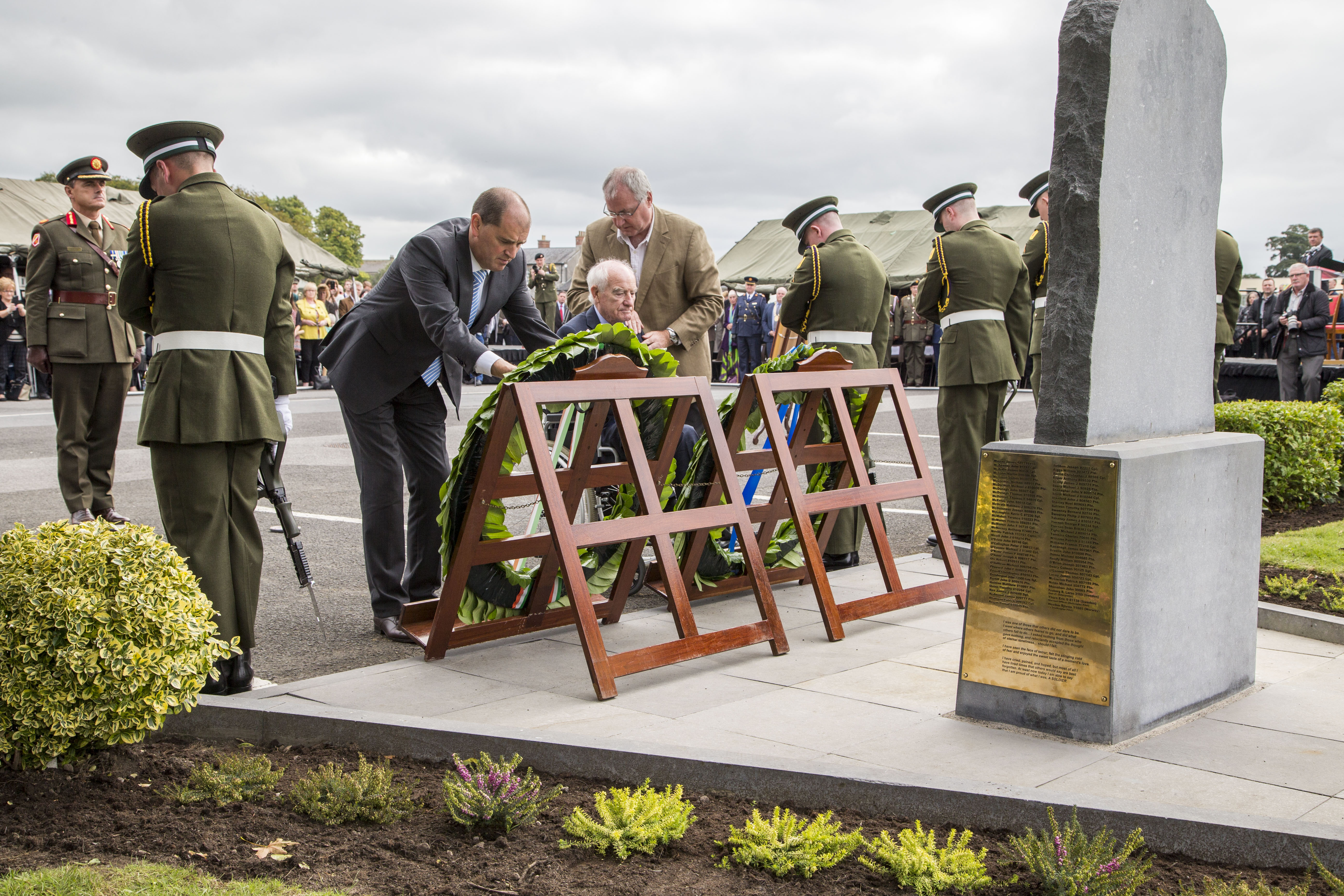
Caserma di Athlone. Cerimonia di commemorazione della battaglia di Jadotville

Per più di quarant'anni, gli uomini coinvolti nella battaglia di Jadotville sono stati criticati per le loro azioni e sono stati etichettati come codardi. Il comandante Quinlan fu accusato di aver tradito i suoi uomini. In Irlanda si decise di non dare risalto alla vicenda, della quale non si cercò di serbare memoria. Anche all'interno delle forze armate irlandesi, in molti non vennero a sapere nulla degli eventi accaduti a Jadotville. Ciò sarebbe derivato da decisioni prese ad alti livelli, in conseguenza della vigliaccheria attribuita ai soldati coinvolti nei fatti di Jadotville, anche se nessuna commissione d'inchiesta fu mai convocata per accertare con esattezza gli eventi. Il comandante Quinlan, cui non fu assegnato alcun riconoscimento, finì la sua carriera come tenente colonnello e morì nel 1997 senza aver avuto la soddisfazione di veder riconosciuti i propri meriti - primo fra tutti quello di aver riportato a casa tutti i suoi uomini senza nessuna perdita e con soli 5 feriti.
Nei primi anni 2000, grazie alle azioni promosse da alcuni veterani e agli articoli di alcuni giornalisti e scrittori, quali Declan Power e Michael Whelan, il Ministero della Difesa irlandese riesaminò completamente gli eventi di Jadotville, riabilitando il comandante Quinlan e la sua compagnia. Nel novembre 2005, l'allora ministro della difesa Willie O'Dea rese onore ai combattenti di Jadotville con una cerimonia tenutasi nella caserma di Athlone Custume Barrack, durante la quale vennero apposte delle targhe commemorative.

## Filmografia
- La battaglia di Jadotville - film (2016)

### Altre fonti
- (EN) Declan Power, Lessons from The Congo (PDF), in Defence Forces Review, Dublino, Defence Forces Printing Press, 2008,  pp. 23-31, ISSN 1649-7066 (WC · ACNP).